# 迎宾大道站 (成都市)
迎宾大道站位于中華人民共和國四川省成都市金牛区，是成都地铁2号线的地下车站，于2013年6月8日开通使用。在2号线西延线建设期间，本站曾使用工程名“迎宾路站”。

## 车站结构
迎宾大道站是地下岛式站台车站，总长200米。
| 地面      |                                        | 出入口                           |  |
| 地下 一层 | 站厅层                                 | 安检、售票机、站内商店           |  |
| 地下 二层 |                                        | 2号线列车往犀浦方向 （金科北路） |  |
| 地下 二层 | 岛式站台，左边车门将会开启             |                                  |  |
| 地下 二层 | 2号线列车往龙泉驿方向 （茶店子客运站） |                                  |  |

## 出入口信息
本站目前开放4个出入口。
| 出口编号 | 设施              | 地点       | 可到达目的地               |
| -------- | ----------------- | ---------- | -------------------------- |
|          |                   |            |                            |
|          | 卫生间            | 信息园东路 | 蓝海天地、金牛区青年创业园 |
| 出口 · B |                   | 信息园东路 | 仁和香榭广场               |
| 出口 · C | 无障碍电梯 卫生间 | 迎宾大道   | 金域西岭、万科国宾首府     |
| 出口 · D |                   | 迎宾大道   | 迎宾大道1号、营理中心      |

## 公交换乘
金科东路站：（距离A口600米）29、89、158、161、748路
迎宾大道站：（距离C口420米）314、320、321、762、763、748路
迎宾大道北站：（距离C口10米）314、320、321路；

## 大事记
- 2011年2月10日，基坑完工[3]；
- 2011年4月8日，主体结构封顶[5]；
- 2012年8月15日，送电调试成功[6]；
- 2013年6月8日，正式启用[1]。